# Live 1983–1989
Live 1983–1989 – album brytyjskiego zespołu Eurythmics, wydany w 1993 roku.

## Ogólne informacje
Dwupłytowe wydawnictwo koncertowe zawierało zapis wybranych występów na żywo zespołu Eurythmics z lat 1983–1989. Limitowana edycja płyty zawierała trzy krążki.
Album ten spotkał się ze średnim zainteresowaniem publiczności, zajmując niskie miejsca na listach sprzedaży. Nie był promowany żadnymi singlami.

## Lista ścieżek
CD 1
1. „Never Gonna Cry Again” – 5:14
2. „Love Is a Stranger” – 4:00
3. „Sweet Dreams (Are Made of This)” – 3:45
4. „This City Never Sleeps” – 5:37
5. „Somebody Told Me” – 3:43
6. „Who’s That Girl?” – 4:07
7. „Right by Your Side” – 4:27
8. „Here Comes the Rain Again” – 5:50
9. „Sexcrime (Nineteen Eighty-Four)” – 3:46
10. „I Love You Like a Ball and Chain” – 5:05
11. „Would I Lie to You?” – 3:34

CD 2
1. „There Must Be an Angel (Playing with My Heart)” – 6:57
2. „Thorn in My Side” – 4:34
3. „Let’s Go!” – 4:55
4. „Missionary Man” – 5:03
5. „The Last Time” – 4:49
6. „The Miracle of Love” – 6:22
7. „I Need a Man” – 3:59
8. „We Too Are One” – 4:19
9. „(My My) Baby’s Gonna Cry” – 5:10
10. „Don’t Ask Me Why” – 5:04
11. „Angel” – 6:07

CD 3
- Dodatkowa płyta z limitowanej edycji. Utwory w akustycznych wersjach nagrane na żywo w Rzymie w hali Palazzetto dello Sport, 27 października 1989

1. „You Have Placed a Chill in My Heart”
2. „Here Comes the Rain Again”
3. „Would I Lie to You?”
4. „It’s Alright (Baby’s Coming Back)”
5. „Right by Your Side”
6. „When Tomorrow Comes”

## Pozycje na listach
| Kraj            | Pozycja |
| --------------- | ------- |
| Wielka Brytania | 22      |
| Niemcy          | 80      |
| Austria         | 40      |
| Holandia        | 80      |

## Certyfikaty i sprzedaż
| Kraj                  | Certyfikat  | Sprzedaż |
| --------------------- | ----------- | -------- |
| Wielka Brytania (BPI) | złota płyta | 100 000+ |